# Foz do Arelho
Foz do Arelho is een plaats (freguesia) in de Portugese gemeente Caldas da Rainha en telt 1 223 inwoners (2001).